# FK Mogren Budva
El FK Mogren Budva fou un club de futbol montenegrí de la ciutat de Budva.
L'any 2015, a causa d'una fallida per deutes, el FK Mogren fou descendit a la categoria més baixa del futbol de Montenegro. El març de 2017, el FK Mogren fou expulsat de la regió sud de la tercera divisió. El mateix any acabà desapareixent. Un nou club amb el nom FK Budva fou fundat en el seu lloc.

## Palmarès
- Lliga montenegrina de futbol:[5]
  - 2008–09, 2010–11

- Copa montenegrina de futbol:[6]
  - 2007–08

- Segona divisió iugoslava de futbol: 
  - 1997–98, 2001–02

- Lliga de Montenegro (Iugoslàvia): 
  - 1980–81

- Copa de Montenegro (Iugoslàvia): 
  - 1980–81